# Розенбергер (лунный кратер)
Кратер Розенбергер (лат. Rosenberger) — большой древний ударный кратер в южном полушарии видимой стороны Луны. Название присвоено в честь немецкого астронома Отто Августа Розенбергера (1800—1890)  и утверждено Международным астрономическим союзом в 1935 г. Образование кратера относится к донектарскому периоду.

## Описание кратера

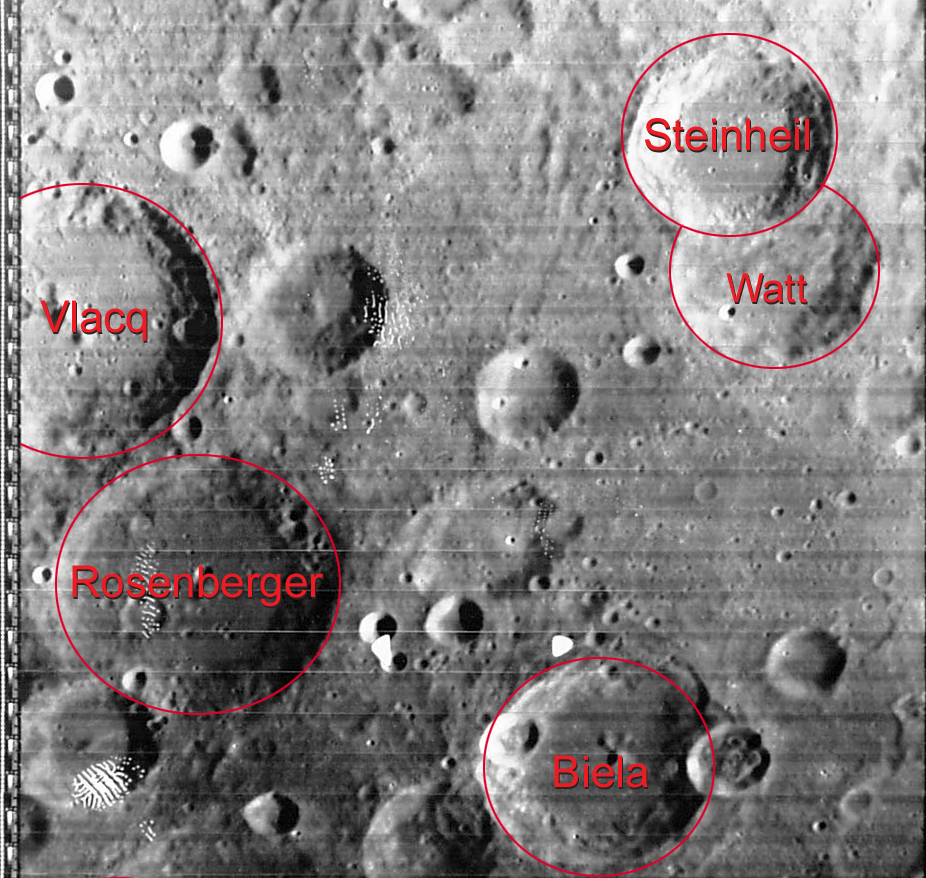
Окрестности кратера Розенбергер. Снимок зонда Lunar Orbiter – IV.

Ближайшими соседями кратера Розенбергер являются кратер Влакк на северо-западе; кратеры Штейнхейль и Уатт на севере-северо-востоке; кратер Биела на востоке; кратер Хагек на юге-юго-востоке и кратер Неарх на юге-юго-западе. Селенографические координаты центра кратера 55°29′ ю. ш. 43°09′ в. д. / 55,49° ю. ш. 43,15° в. д., диаметр 91,7 км, глубина 3240 м.
Кратер Розенбергер имеет полигональную форму и значительно разрушен. Вал сглажен, северная часть вала практически сравнялась с окружающей местностью, южная оконечность вала перекрыта крупным сателлитным кратером Розенбергер D. Внутренний склон вала неравномерный по ширине, в восточной части просматриваются остатки террасовидной структуры. Дно чаши относительно ровное в северной и восточной части, более пересеченное в западной и южной области. В южной части чаши расположен небольшой сателлитный кратер Розенбергер S. Небольшой округлый центральный пик несколько смещен к востоку от центра чаши, на севере к нему примыкает маленький чашеобразный кратер, в северо-западном направлении от пика отходит цепочка маленьких кратеров. Короткая цепочка кратеров расположена также в восточной части чаши. 

## Сателлитные кратеры
| Розенбергер | Координаты                                            | Диаметр, км |
| ----------- | ----------------------------------------------------- | ----------- |
| A           | 53°39′ ю. ш. 47°10′ в. д. / 53,65° ю. ш. 47,17° в. д. | 48,3        |
| B           | 52°04′ ю. ш. 46°13′ в. д. / 52,06° ю. ш. 46,21° в. д. | 33,8        |
| C           | 52°17′ ю. ш. 42°12′ в. д. / 52,28° ю. ш. 42,2° в. д.  | 46,7        |
| D           | 57°36′ ю. ш. 43°02′ в. д. / 57,6° ю. ш. 43,04° в. д.  | 46,6        |
| E           | 59°26′ ю. ш. 43°09′ в. д. / 59,43° ю. ш. 43,15° в. д. | 11,1        |
| F           | 56°05′ ю. ш. 40°36′ в. д. / 56,09° ю. ш. 40,6° в. д.  | 5,8         |
| G           | 53°59′ ю. ш. 41°27′ в. д. / 53,99° ю. ш. 41,45° в. д. | 9,8         |
| H           | 54°59′ ю. ш. 46°28′ в. д. / 54,98° ю. ш. 46,47° в. д. | 11,9        |
| J           | 53°02′ ю. ш. 43°16′ в. д. / 53,04° ю. ш. 43,26° в. д. | 20,5        |
| K           | 54°32′ ю. ш. 47°35′ в. д. / 54,53° ю. ш. 47,58° в. д. | 18,0        |
| L           | 52°41′ ю. ш. 44°40′ в. д. / 52,69° ю. ш. 44,67° в. д. | 7,9         |
| N           | 54°29′ ю. ш. 44°08′ в. д. / 54,48° ю. ш. 44,13° в. д. | 8,3         |
| S           | 56°02′ ю. ш. 42°41′ в. д. / 56,04° ю. ш. 42,69° в. д. | 14,0        |
| T           | 56°43′ ю. ш. 43°13′ в. д. / 56,71° ю. ш. 43,22° в. д. | 7,9         |
| W           | 58°52′ ю. ш. 42°39′ в. д. / 58,86° ю. ш. 42,65° в. д. | 30,8        |

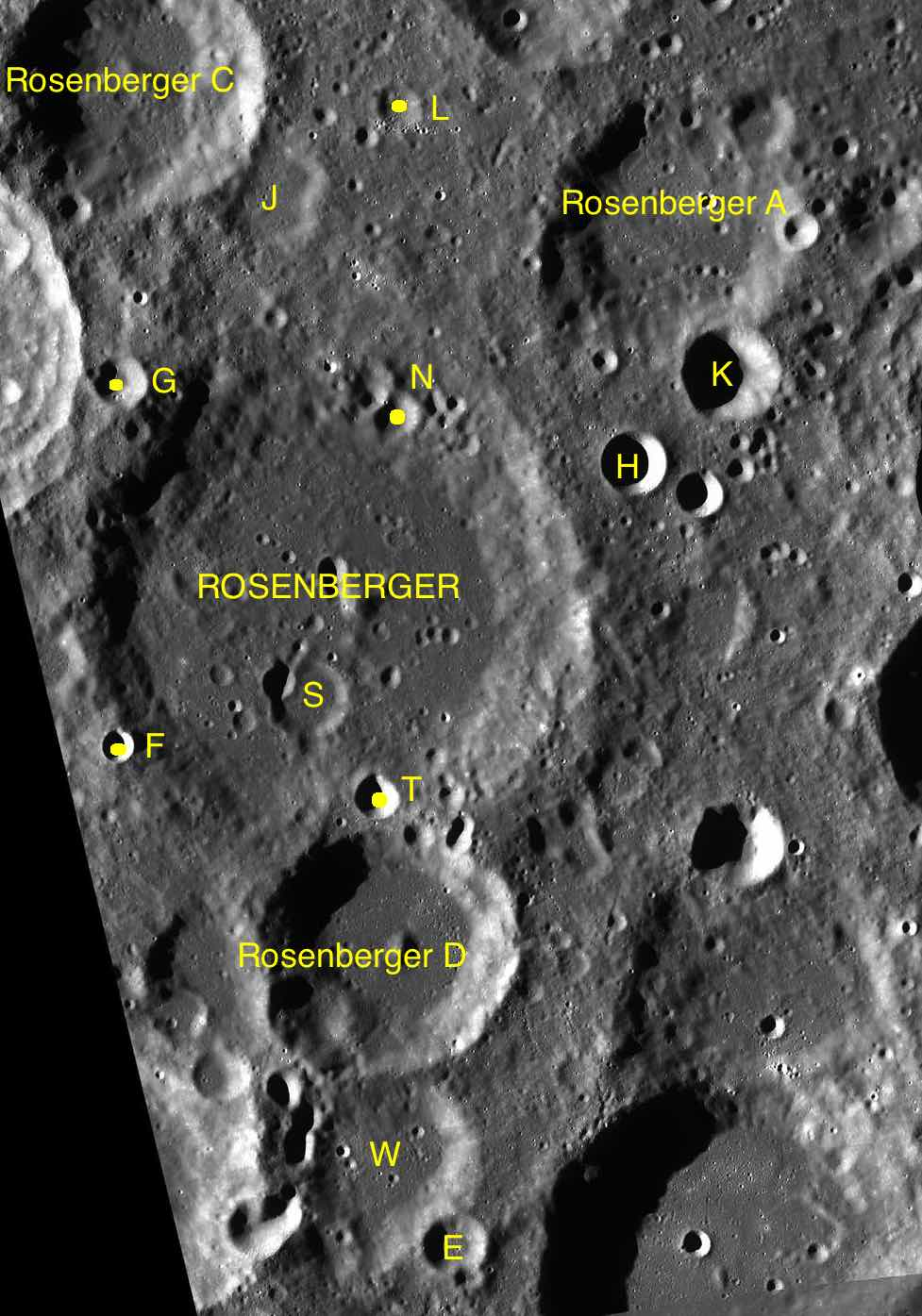
Фрагмент карты LAC-128.

- Образование сателлитных кратеров Розенбергер B и C относится к донектарскому периоду[1].
- Образование сателлитного кратера Розенбергер D относится к нектарскому периоду[1].

## См.также
- Список кратеров на Луне
- Лунный кратер
- Морфологический каталог кратеров Луны
- Планетная номенклатура
- Селенография
- Минералогия Луны
- Геология Луны
- Поздняя тяжёлая бомбардировка